# Дванаести сазив Народне скупштине Републике Србије
Дванаести сазив Народне скупштине Републике Србије је био конституисан 3. августа 2020. године након парламентарних избора 21. јуна 2020. године.

## Расподела мандата на крају сазива
| Име                                                                | Број мандата | Статус    |
| ------------------------------------------------------------------ | ------------ | --------- |
| Александар Вучић—За нашу децу                                      | 180          | Влада     |
| Социјалистичка партија Србије–Зелени Србије                        | 24           | Влада     |
| Савез војвођанских Мађара                                          | 9            | Подршка   |
| Партија уједињених пензионера Србије                               | 9            | Влада     |
| Социјалдемократска партија Србије                                  | 8            | Влада     |
| Јединствена Србија                                                 | 8            | Подршка   |
| Партија за демократско деловање–Странка демократске акције Санџака | 6            | Опозиција |
| Странка правде и помирења–Уједињена сељачка странка                | 5            | Подршка   |
| Независан                                                          | 1            | Опозиција |
| Извор: Народна скупштина                                           |              |           |